# City of Whitehorse
City of Whitehorse är en kommun i Australien. Den ligger i delstaten Victoria, omkring 17 kilometer öster om delstatshuvudstaden Melbourne. Antalet invånare är 161 724.
Följande samhällen finns i Whitehorse:
- Surrey Hills
- Blackburn
- Burwood
- Vermont South
- Nunawading
- Box Hill North
- Blackburn South
- Vermont
- Forest Hill
- Box Hill
- Box Hill South
- Blackburn North
- Mont Albert North

Runt Whitehorse är det i huvudsak tätbebyggt. Runt Whitehorse är det mycket tätbefolkat, med 1 632 invånare per kvadratkilometer. Genomsnittlig årsnederbörd är 1 244 millimeter. Den regnigaste månaden är juli, med i genomsnitt 140 mm nederbörd, och den torraste är januari, med 49 mm nederbörd.